# Сигулдская библиотека
Сигулдская библиотека (латыш. Siguldas novada bibliotēka) — библиотека в городе Сигулда, по адресу улица Skolas 3. Директор библиотеки Лигита Зиверте.
Сигулдская библиотека собирает, систематизирует и создает базы данных печатных произведений, электронных публикаций и других документов. Основные функции: сбор информации, популяризация литературы, организация культурных и развлекательных мероприятий, межбиблиотечное сотрудничество, консультирование уездных библиотек.
С 9 октября 2018 года библиотека действует как структурное подразделение Сигулдского районного муниципального учреждения «Сигулдский районный центр культуры» с его 4 библиотеками.

## История
Первые упоминания о Сигулдской библиотеке встречаются в газете «Dienas Lapa» за 1895 год. «Dienas Lapa» пишет о деятельность библиотеки Сигулдского благотворительного общества и существующей книжной коллекции, которая на тот момент насчитывала 247 томов. В 1900 году с изменением названия ассоциации, библиотека была переименована в общество Видземской Швейцарской библиотеки. Во время Первой мировой войны общество перестало существовать. Библиотека общества была возобновлена в 1920-е годы при поддержке Латвийского фонда культуры.
Информация о начале городской библиотеки представлена в основном прессой 1920-х годов, а также ежегодниками Латвийского библиотечного совета и информацией из книги «Latvijas pilsētas valsts 20 gados». 1 декабря 1927 можно считать датой учреждением Сигулдской городской библиотеки. О готовности жителей Сигулды свидетельствует рост числа читателей, приобретенных книг и публикаций: в январе 1928 года в библиотеке было 607 томов, а в 1929 году уже было 915 томов, количество читателей — 165, а в 1938 году уже было 1600 томов.
В начале 1940-х годов было уничтожено много книг, которые в то время считались ненадежными. Книги были сожжены или доставлены на Лигатненскую бумажную фабрику. Часть книг Сигулдской городской библиотеки во время Второй мировой войны сохранилась в подвале дома художника Яниса Зузе (Jānis Zuze).
После Второй мировой войны в 1945 году была восстановлена Сигулдская городская библиотека, а затем были созданы первые инвентарные книги. Сигулдская городская библиотека начала свою деятельность под руководством Петериса Адатаса. Библиотека располагалась на улице Советской 1 (ныне — Пилс).
В результате различных реформ и реорганизаций название и местонахождение библиотеки менялись несколько раз. С 1958 года библиотека находилась на улице Иманта Судмала 19 (Imanta Sudmaļa) — на первом этаже здания музея, с 1963 года — на улице Валдемара 3, с 1981 года — на улице Советской 8, с 1992 года — на улице Стрелниеку 13. Самые продуктивными годами работы библиотеки считаются 80-е, когда она располагалась в центре города — на улице Советской 8. За это время число постоянных читателей библиотеки составляет более 2000, библиотека также получила название «Библиотеки отличной работы».
В 1999 году библиотека начала новый этап развития своей деятельности — участвуя в конкурсе проектов, организованном Фондом Сороса в Латвии, и получая финансирование, которое обеспечило развитие информационной системы библиотеки. 23 марта 2000 года в Сигулдской городской библиотеке открылась точка доступа в интернет. В 2002 году при разработке основных направлений проекта автоматизации библиотеки — помимо традиционных форм работы библиотеки, была внедрена «ALISE» и начато создание электронного каталога.